# Nemeton

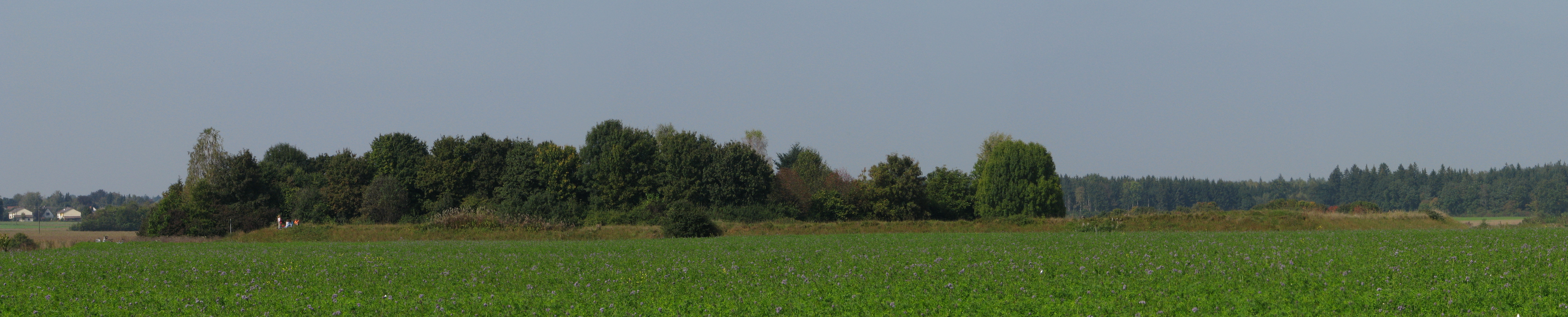
Nemeton près de Buchendorf.

Le mot gaulois nemeton (pluriel nemetona) désigne le sanctuaire, le lieu spécifique dans lequel les Celtes pratiquaient leur culte, sous la direction des druides. L'équivalent gaélique est nemed qui signifie « sacré ». En brittonique, on trouve nyfed en gallois et neved en breton au sens de « sanctuaire ». Strabon nous apprend, entre autres, que le nom du sanctuaire des Galates d'Anatolie est Drunemeton (Livre XII, I).

## Étymologie
Le terme nemeton est bien attesté, à la fois dans les inscriptions rédigées en langue gauloise, utilisant soit l'alphabet grec, soit l'alphabet latin, par exemple celles de Vaison (RIG 1, G-153) et de Villelaure (RIG 1, G-154) rédigées en alphabet grec. Il est aussi présent dans l'onomastique : Nemetogena « fille du temple » ; Nemetona « fille du sanctaire » (théonyme) ; Nemetes, nom d'une tribu rhénane ; Nemetacum, ancien nom d'Arras ; Augustonemetum, ancien nom de Clermont-Ferrand, etc. Il signifie certainement à l'origine « bois sacré » avant de glisser vers le sens de « sanctuaire ». Le terme est expliqué tardivement dans une glose de Fortunat : « loco nomine Vernemetis…quod quasi fanum ingens Gallica lingua refert. » et sous une forme latinisée issue de la forme romane « de sacris silvarum quae nimidas vocant. ». Cela signifie, selon les auteurs antiques, que le terme nemeton pouvait qualifier à la fois de grands fanums (temples) ou des bois, voire des forêts sacrées.
Nemeton (< nem-et- + désinence) paraît être une dérivation celtique d'une racine indo-européenne *nem- qui a donné nemus, nemoris « bois sacré, forêt » en latin et le grec némos « bois », sans le sens religieux. Le gaulois nemeton s'apparente directement au vieil irlandais nemed « sanctuaire, lieu consacré, privilège (dans les lois) » et l'ancien breton nevet « sanctuaire » > breton -neved (en composition). On retrouve le mot breton dans le composé kanevedenn « arc-en-ciel » (kan + neved-enn). Il a une postérité toponymique sous la forme -Nevet, notamment à Locronan, dont la fameuse forêt s'appelle koat-Nevet et si l'on devait prendre l'affirmation de Fortunat pour argent comptant, ça donnerait donc « le bois du bois sacré ». Le site de la montagne de Locronan, ainsi que les traditions dont fait partie la troménie ne laisse aucun doute sur le fait que c'est le sommet de cette montagne qui était le lieu de culte proprement dit, un espace dégagé au regard du ciel; à cet endroit l'épaisseur de terre ne permet pas à des grands arbres de prendre racine[réf. nécessaire]. Nemeto- repose peut-être effectivement sur un thème *nemo(s)- qui en celtique insulaire désigne le ciel : vieil irlandais nem, gallois nef et vieux breton nem > breton neñv « ciel, cieux (sens religieux) ». C'est un des deux noms qui désignent le ciel en breton, l'autre étant -oabl au sens physique du terme.

## Localisations
Ces lieux sacrés se retrouvent dans tout le monde celtique aussi bien en Grande-Bretagne qu'en Hongrie, en Allemagne, en Suisse, en République tchèque, etc., et bien évidemment en Gaule où l'archéologie a démontré la richesse et l'abondance de ces sites. À titre d’exemple, on peut citer l’important nemeton de la forêt du Névet (mot qui provient du breton neved, pluriel nevedoù « sanctuaire », issu du celtique nemeton), à Locronan (département du Finistère) en Bretagne, dont le souvenir des rituels druidiques se perpétue de nos jours sous la forme chrétienne de la Grande Troménie.
Les enclos rituels celtiques apparaissent à la fin du Hallstatt (VIe siècle av. J.-C.), comme l'attestent notamment les fouilles de celui des « Herbues » au Mont-Lassois, où l'élite locale est héroïsée.
Certains nemetons sont fréquentés jusqu’à la christianisation. Outre celui précité, on peut mentionner à titre d'exemple : Gournay-sur-Aronde dans le département de l’Oise et Mirebeau-sur-Bèze dans celui de la Côte-d'Or en France ; Navan Fort en Irlande du Nord (capitale mythique du royaume d'Ulster, connue dans la littérature épique sous le nom d'Emain Macha, résidence du tout aussi mythique roi Conchobar Mac Nessa), Holzgerlingen ou Felbach-Schmieden en Allemagne ; Mšecké Žehrovice et Závist en Bohême ; Ludéřov en Moravie, etc.
Le lieu consacré carnute dont Jules César fait mention dans la Guerre des Gaules n'a pas été localisé. Certains auteurs ont proposé une localisation en Sologne, car elle fut à l'époque gauloise une forêt-frontière d'une grande importance qui séparait deux importants peuples celtes : les Carnutes au Nord (qui ont laissé leur nom au IVe siècle à la civitas Carnutum devenue Chartres) et les Bituriges Cubes au sud (qui ont laissé leur nom au Berry et à Bourges). Toutefois la traduction précise du texte de César en fait un lieu d'assemblée judiciaire avant d'en faire un nemeton, Pour la "Forêt des Carnutes", nous savons désormais que cette interprétation est erronée. Une hypothèse plus récente et plus réaliste un en fait un lieu pré-urbain aux confins nord du territoire carnute.

## Les enclos
C'est par le terme allemand Viereckschanze, que les archéologues désignent un espace quadrangulaire, entouré d'un fossé et d'une levée de terre, surmontée d'une palissade en bois. Cependant, l'usage de ce terme technique n'est pas restreint au nemeton qui est seulement un type de Viereckschanze parmi d'autres.
L'important site de Gournay-sur-Aronde, par exemple, est un enclos carré de 40 mètres de côté, qui comporte un fossé de 2 mètres de profondeur et d'une largeur de 2,5 mètres, coupé par une entrée située sur la façade est. Cet accès faisait face à un bâtiment rectangulaire.

### La forêt?
Pline l'Ancien et Lucain relatent que les druides ne se rencontrent pas dans des temples ou autres constructions, mais dans des vallées sacrées plantées d'arbres. Dans sa Pharsale, Lucain décrit un tel lieu près de Massilia dans des termes assez évocateurs d'horreur dans ce poème romain du Ier siècle. Selon lui, aucun oiseau ne nichait dans le nemeton, aucun animal n'osait s'approcher ; les feuilles étaient soumises à un tremblement constant sans qu'aucune brise ne les touche. L'autel se trouvait au milieu ainsi que les statues de leurs dieux. Chaque arbre était souillé du sang sacrificiel. La terre elle-même résistait ; les ifs morts revivaient. Des arbres étaient cernés par le feu sans en être consumés. Des serpents énormes encerclaient les chênes. Les gens avaient peur de s'approcher, et même les druides ne s'y seraient pas aventurés à midi ou minuit de peur de rencontrer leur gardien divin. Bref, il s'agit probablement de dénigrer la religion celte alors, de même que Cicéron exagérait les sacrifices humains.

### Les menhirs, dolmens et mégalithes?
Le mégalithisme, qui comprend l'érection des menhirs et autres dolmens, est antérieur de dizaines de siècles aux Celtes et aux Indo-Européens. Rien ne permet d'affirmer que les Celtes ont utilisé ces édifices, contrairement aux nemetona. L'on retrouve néanmoins ces constructions dans des cadres non-historiques, comme dans la croyance néodruidique, ou encore dans la bande dessinée Astérix le Gaulois. 

## Culte
Les sites qui ont été fouillés livrent des os animaux en grande quantité, des ossements humains et de nombreuses armes neutralisées (cassées ou tordues). Il ne fait aucun doute que cela relève de la pratique de sacrifices. Les sacrifices de prisonniers de guerre sont connus, mais semblent limités. Les restes humains peuvent aussi constituer des ossuaires de guerriers, honorés par une cérémonie.
Il est permis de supposer que ces enclos ont servi à l'ensemble des pratiques druidiques, telles que la justice, la magie, la divination, la louange ou la satire, etc.
Une déesse Nemetona est attestée chez les Némètes et les Trévires. On trouve son épigraphie à Bath (Angleterre) et à Klein-Winternheim (Allemagne) où elle est parèdre de "Loucetios Mars" et à Trèves (Allemagne) où elle est parèdre de Mars.

## Édition
Nemeton est également le nom d'une revue néodruidique créée par Morvan Marchal.

## Toponymes
- Clermont-Ferrand est un ancien Augustonemetum[1]
- Les anciennes appellations d'Arras sont Nemetocenna, puis Nemetacum Atrebatum[1] avec le suffixe -acum de localisation
- Le nom de Nanterre reflète directement l'évolution phonétique de Nemetoduru(m), autrement dit « porte » ou « bourg du temple »[1]
- Les toponymes du type Nonant (cf. Nonant-le-Pin) procèdent de *Novionemeto-, sur noviios, neuf, nouveau, c'est-à-dire « nouveau sanctuaire »[1]
- Arlempdes (Haute-Loire) de *Ar(e)-nemeton « sanctuaire de l'est »[1]
- Senantes de *Seno-nemeton « vieux sanctuaire »[1]
- Vernantes de *Uer-nemeton « grand sanctuaire »[1]
- Peut-être Némy (Poitou et Hainaut)[1]
- Nemeden (Allemagne)[1]

### Sources
- Bruno Chaume, Walter Reinhard et Gertrud Wustrow, « Les dépôts de l'enclos cultuel hallstattien de Vix « les Herbues » et la question des enceintes quadrangulaires », Bulletin de la Société préhistorique française, vol. 104, no 2,‎ 2007, p. 343-367 (lire en ligne)
- Albert Grenier, Les Gaulois, Petite bibliothèque Payot, Paris, 1994,  (ISBN 2-228-88838-9)
- Renée Grimaud, Nos ancêtres les Gaulois, Éditions Édilarge, Rennes, 2001,  (ISBN 2-7028-4542-8)
- Christian-J. Guyonvarc'h, « Notes d’Étymologie et de Lexicographie Celtiques et Gauloises. 17 — NEMOS, NEMETOS, NEMETON. Les noms celtiques du ‹ciel› et du ‹sanctuaire› », Ogam, 12, 1960, p. 185–197.
- Christian-J. Guyonvarc'h et Françoise Le Roux, La civilisation celtique, Éditions Ouest-France, coll. « De mémoire d’homme : l’histoire », Rennes, 1990,  (ISBN 2-7373-0297-8)
- Christian-J. Guyonvarc'h et Françoise Le Roux, Les druides, Éditions Ouest-France, coll. « De mémoire d’homme : l’histoire », Rennes, 1986,  (ISBN 2-85882-920-9)
- Christian-J. Guyonvarc'h et Françoise Le Roux, La société celtique, Éditions Ouest-France, coll. « De mémoire d’homme : l’histoire », Rennes, 1991,  (ISBN 2-7373-0902-6)
- Kelly Killpatrick, 2010, « A Case-Study of Nemeton Place-Names », SBEC, XXV, p. 3‑110, coll. « Actes de la Société Belge d’Études Celtiques ».
- Venceslas Kruta, Les Celtes, Histoire et dictionnaire, Robert Laffont, coll. « Bouquins », Paris, 2000,  (ISBN 2-7028-6261-6)
- Pierre-Yves Lambert, 2008, « Gaulois nemeton, atos deuogdonion: désignations du lieu sacré », dans Dupré Raventos X. et al. (éd.), Saturnia Tellus : definizioni dello spazio consacrato in ambiente etrusco, italico, fenicio-punico, iberico e celtico : atti del convegno internazionale svoltosi a Roma dal 10 al 12 novembre 2004, Rome, CNR Edizioni, p. 133‑149.